# Médicos, línea de vida
 (срп. Љекари, спасилачки живот) мексичка је теленовела, продукцијске куће Телевиса, снимана 2019.

## Улоге
| Глумац            | Улога                           |
| ----------------- | ------------------------------- |
| Ливија Брито      | Рехина Виљасенор                |
| Даниел Аренас     | Давид Паредес                   |
| Греттелл Валдез   | Ана Кабаљеро                    |
| Хосе Елиас Морено | Гонзало Олмедо                  |
| Карлос де ла Мота | Луис Галван                     |
| Исабел Бур        | Синтхиа Гереро                  |
| Марисол дел Олмо  | Констанза Мадариага де Цастилло |
| Ерика де ла Роса  | Миреја Наварро                  |
| Родриго Мари      | Рене Цастиљо                    |
| Федерицо Аиос     | Рафаел Рафа Цалдерон            |
| Даниел Товар      | Даниел Хуарез                   |
| Далилах Поланцо   | Луз Гонзалез                    |
| Сцарлет Грубер    | Таниа Оливарес                  |
| Маурисио Хенао    | Марцо Авалос                    |
| Лорена Гарциа     | Памела Миранда                  |
| Мицхел Лопез      | Диего Мартинез                  |
| Родолфо Салас     | Артуро Молина                   |